# Medal Przykładnego Prowadzenia
Medal Przykładnego Prowadzenia (por. Medalha de Comportamento Exemplar) – medal wojskowy, dwunaste w kolejności portugalskie odznaczenie państwowe.
Ustanowiony 2 października 1863, jako ostatnia z trzech klas Medalu Wojskowego (Medalha Militar). Od 1946, po zmianie regulaminu, istniejący jako oddzielne odznaczenie. Nadawany jako nagroda dla wojskowych, którzy podczas całej swojej kariery swoim zachowaniem służyli za przykład do naśladowania.
Dzieli się na trzy stopnie:
- Złoty (ouro)
- Srebrny (prata)
- Brązowy (cobre)